# Михайловск (Могилёвская область)
Миха́йловск (бел. Міхайлаўск) — деревня в составе Семукачского сельсовета Могилёвского района Могилёвской области Республики Беларусь.

## Население
- 1999 год — 39 человек
- 2010 год — 24 человека